# Ulmus prunifolia
Ulmus prunifolia là một loài thực vật có hoa trong họ Ulmaceae. Loài này được W.C. Cheng & L.K. Fu miêu tả khoa học đầu tiên năm 1979.